# Oncocnemis semicollaris
Oncocnemis semicollaris är en fjärilsart som beskrevs av Smith 1909. Oncocnemis semicollaris ingår i släktet Oncocnemis och familjen nattflyn. Inga underarter finns listade i Catalogue of Life.